# Río Aln
El Aln es un curso fluvial que recorre el distrito de Alnwick, en el condado de Northumberland, Inglaterra, y que desemboca en el Mar del Norte, en la costa este del país. 
El río da nombre a las villas de Alnwick y Alnmouth, y a su fuente, Alnham, en las colinas de Cheviot. El Aln es un río relativamente pequeño aunque de importancia histórica, por haber sido uno de los límites que tuvieron que cruzar tanto las tropas inglesas como escocesas que se dirigían a la guerra. Por esta razón, fue defendido en numerosas ocasiones. El río corre junto al castillo de Alnwick, que fue construido para controlar el cruce.
Adtwifyrdi es también el nombre que Beda el Venerable utilizó en su descripción del Sínodo de Twyford, en 684,  para describir la confluencia del río con un tributario, junto a su desembocadura en el Mar del Norte, en Alnmouth, Northumberland.